# Prix Versailles
Il Prix Versailles è una serie di premi architettonici assegnati ogni anno. Si presenta come il premio mondiale dell'architettura e del design.

## Storia
Fin dalla sua creazione nel 2015, il premio viene assegnato presso la sede dell'UNESCO a Parigi e premia svariate forme di architettura.

### L'alleanza tra cultura ed economia
Il premio si è innanzitutto interessato alle costruzioni commerciali, nell'ottica annunciata di favorire una migliore associazione tra le sfere economica e culturale. Irina Bokova, direttrice generale dell'UNESCO, ha dichiarato il 19 giugno 2015: «il Prix Versailles è uno dei modi per mettere in risalto l'incontro tra creazione, arte ed economia».

### Ampliamento
Dopo gli esercizi commerciali, gli hotel e i ristoranti, nel 2017 il premio è stato esteso ai centri commerciali e poi, nel 2019, alle categorie campus, stazioni e sport. Nel 2020 è stata aggiunta la categoria aeroporti.
A livello geografico, nel 2015 il premio è stato assegnato a delle realizzazioni francesi (con quattro premi e menzioni) e nel 2016 si è aperto all’internazionale (con nove premi e menzioni). L'edizione 2017 è stata segnata dalla creazione di edizioni a livello continentale che hanno dato luogo, in particolare nel 2018, a cerimonie continentali.

## Scopo e funzionamento

### I valori
Il Prix Versailles intende sottolineare «il ruolo che possono giocare i soggetti economici, in tutti i settori, per l'abbellimento e il miglioramento delle condizioni di vita». Si propone di promuovere «lo sviluppo di spazi di qualità, in tutte le zone abitate».
L'obiettivo è che «le architetture del quotidiano siano una leva al servizio di uno sviluppo sostenibile capace di integrare tutte le componenti (l'ecologia - economia verde -, il sociale, la cultura - economia viola)».
Nel 2019 il premio ha adottato il motto «Ispirare, progredire, includere».
Nel 2020 il premio è all'origine dell'appello internazionale «Per un rinascimento culturale dell'economia», pubblicato contemporaneamente su El País, il Corriere della Sera e Le Monde.

### Processi
Dal 2017 le categorie esercizi commerciali, centri commerciali, hotel e ristoranti vengono premiate con titoli continentali assegnati in ciascuna delle sei grandi regioni: Africa e Asia occidentale, America centro-meridionale e Caraibi, America settentrionale, Asia centrale e nord-orientale, Asia meridionale e Pacifico, Europa.
Tali assegnazioni si basano su un vasto invito a presentare candidature e su un’analisi sistematica dei media.
Nel 2019 le edizioni continentali sono state completate da selezioni mondiali per le categorie campus, stazioni e sport.
Una giuria indipendente assegna i titoli mondiali per l'insieme delle categorie basandosi sui titoli continentali o sulle selezioni mondiali. I risultati mondiali possono essere annunciati in date diverse a seconda delle categorie.
Tra i criteri utilizzati dai giudici figurano «l'innovazione, la creatività, il riferimento al patrimonio locale, naturale e culturale, la performance ecologica, così come i valori di convivialità e partecipazione a cui le Nazioni Unite tengono tanto».
|                      | Numero di vincitori a livello continentale | Numero di selezionati | Numero di vincitori a livello mondiale |
| -------------------- | ------------------------------------------ | --------------------- | -------------------------------------- |
| Prix Versailles 2015 | --                                         | --                    | --                                     |
| Prix Versailles 2016 | --                                         | --                    | 9                                      |
| Prix Versailles 2017 | 70                                         | --                    | 12                                     |
| Prix Versailles 2018 | 70                                         | --                    | 12                                     |
| Prix Versailles 2019 | 71                                         | 18                    | 21                                     |
| Prix Versailles 2020 | 70                                         | 24                    | 24                                     |
| Prix Versailles 2021 | 70                                         | 24                    | 24                                     |

## Statistiche
| Rango | Paese               | Realizzazioni premiate | Realizzazioni premiate | Realizzazioni premiate | Realizzazioni premiate | Realizzazioni premiate | Realizzazioni premiate | Architetti premiati | Architetti premiati | Architetti premiati | Architetti premiati | Architetti premiati | Architetti premiati | Totale |
|       |                     | 2017                   | 2018                   | 2019                   | 2020                   | 2021                   | Totale                 | 2017                | 2018                | 2019                | 2020                | 2021                | Totale              |        |
| ----- | ------------------- | ---------------------- | ---------------------- | ---------------------- | ---------------------- | ---------------------- | ---------------------- | ------------------- | ------------------- | ------------------- | ------------------- | ------------------- | ------------------- | ------ |
| 1     | Stati Uniti         | 9                      | 6                      | 7                      | 9                      | 5                      | 36                     | 14                  | 9                   | 9                   | 7                   | 4                   | 43                  | 79     |
| 2     | Cina                | 7                      | 7                      | 11                     | 8                      | 7                      | 40                     | 7                   | 4                   | 6                   | 9                   | 7                   | 33                  | 73     |
| 3     | Brasile             | 6                      | 5                      | 4                      | 6                      | 6                      | 27                     | 5                   | 2                   | 4                   | 7                   | 5                   | 23                  | 50     |
| 4     | Francia             | 2                      | 3                      | 5                      | 6                      | 2                      | 18                     | 4                   | 8                   | 9                   | 7                   | 3                   | 31                  | 49     |
| 5     | Messico             | 3                      | 6                      | 5                      | 3                      | 6                      | 23                     | 3                   | 6                   | 5                   | 2                   | 5                   | 21                  | 44     |
| 6     | Giappone            | 4                      | 4                      | 1                      | 4                      | 4                      | 17                     | 6                   | 3                   | 2                   | 7                   | 4                   | 22                  | 39     |
| 7     | Regno Unito         | 1                      | 2                      | 1                      | 0                      | 0                      | 4                      | 1                   | 7                   | 10                  | 6                   | 5                   | 29                  | 33     |
| 8     | Thailandia          | 3                      | 4                      | 1                      | 5                      | 3                      | 16                     | 2                   | 2                   | 3                   | 3                   | 2                   | 12                  | 28     |
| 9     | Italia              | 3                      | 2                      | 2                      | 1                      | 3                      | 11                     | 4                   | 1                   | 4                   | 1                   | 3                   | 13                  | 24     |
| 10    | Emirati Arabi Uniti | 4                      | 3                      | 7                      | 3                      | 4                      | 21                     | 0                   | 0                   | 0                   | 1                   | 1                   | 2                   | 23     |
| 11    | Singapore           | 5                      | 4                      | 1                      | 2                      | 1                      | 13                     | 3                   | 2                   | 2                   | 2                   | 0                   | 9                   | 22     |
| 12    | Australia           | 1                      | 1                      | 2                      | 2                      | 1                      | 7                      | 2                   | 2                   | 2                   | 2                   | 2                   | 10                  | 17     |
| 13    | Argentina           | 1                      | 1                      | 3                      | 1                      | 2                      | 8                      | 1                   | 1                   | 3                   | 1                   | 2                   | 8                   | 16     |
| 14    | Sudafrica           | 1                      | 2                      | 0                      | 1                      | 2                      | 6                      | 1                   | 3                   | 0                   | 3                   | 3                   | 10                  | 16     |
| 14    | Spagna              | 2                      | 2                      | 0                      | 0                      | 2                      | 6                      | 2                   | 4                   | 1                   | 0                   | 3                   | 10                  | 16     |
| 16    | Cile                | 2                      | 2                      | 1                      | 0                      | 1                      | 6                      | 2                   | 2                   | 1                   | 0                   | 2                   | 7                   | 13     |
| 17    | Paesi Bassi         | 1                      | 1                      | 0                      | 1                      | 0                      | 3                      | 1                   | 3                   | 2                   | 1                   | 3                   | 10                  | 13     |
| 18    | Iran                | 1                      | 3                      | 0                      | 0                      | 1                      | 5                      | 1                   | 3                   | 0                   | 0                   | 1                   | 5                   | 10     |
| 19    | India               | 0                      | 0                      | 1                      | 2                      | 2                      | 5                      | 0                   | 1                   | 0                   | 1                   | 2                   | 4                   | 9      |
| 20    | Svizzera            | 1                      | 0                      | 0                      | 1                      | 1                      | 3                      | 0                   | 0                   | 2                   | 1                   | 3                   | 6                   | 9      |
| 21    | Indonesia           | 0                      | 0                      | 2                      | 1                      | 1                      | 4                      | 0                   | 0                   | 1                   | 1                   | 1                   | 3                   | 7      |
| 21    | Marocco             | 1                      | 0                      | 0                      | 2                      | 1                      | 4                      | 2                   | 0                   | 0                   | 1                   | 0                   | 3                   | 7      |
| 21    | Vietnam             | 1                      | 0                      | 1                      | 0                      | 2                      | 4                      | 1                   | 0                   | 1                   | 0                   | 1                   | 3                   | 7      |
| 24    | Malaysia            | 0                      | 1                      | 2                      | 0                      | 1                      | 4                      | 0                   | 1                   | 0                   | 0                   | 0                   | 1                   | 5      |
| 25    | Germania            | 1                      | 0                      | 0                      | 0                      | 1                      | 2                      | 1                   | 0                   | 0                   | 1                   | 1                   | 3                   | 5      |
| 25    | Grecia              | 0                      | 1                      | 0                      | 1                      | 0                      | 2                      | 0                   | 1                   | 0                   | 2                   | 0                   | 3                   | 5      |
| 25    | Svezia              | 0                      | 0                      | 1                      | 1                      | 0                      | 2                      | 1                   | 0                   | 1                   | 1                   | 0                   | 3                   | 5      |
| 28    | Botswana            | 0                      | 0                      | 0                      | 1                      | 2                      | 3                      | 0                   | 0                   | 0                   | 0                   | 1                   | 1                   | 4      |
| 28    | Corea del Sud       | 1                      | 1                      | 0                      | 0                      | 1                      | 3                      | 0                   | 0                   | 0                   | 0                   | 1                   | 1                   | 4      |
| 28    | Costa Rica          | 1                      | 0                      | 1                      | 1                      | 0                      | 3                      | 1                   | 0                   | 0                   | 0                   | 0                   | 1                   | 4      |
| 31    | Austria             | 1                      | 0                      | 1                      | 0                      | 0                      | 2                      | 1                   | 0                   | 1                   | 0                   | 0                   | 2                   | 4      |
| 31    | Pakistan            | 0                      | 1                      | 0                      | 0                      | 1                      | 2                      | 0                   | 1                   | 0                   | 0                   | 1                   | 2                   | 4      |
| 31    | Perù                | 0                      | 1                      | 0                      | 1                      | 0                      | 2                      | 0                   | 1                   | 0                   | 1                   | 0                   | 2                   | 4      |
| 31    | Turchia             | 0                      | 0                      | 1                      | 0                      | 1                      | 2                      | 0                   | 0                   | 1                   | 0                   | 1                   | 2                   | 4      |
| 35    | Oman                | 1                      | 0                      | 1                      | 1                      | 0                      | 3                      | 0                   | 0                   | 0                   | 0                   | 0                   | 0                   | 3      |
| 36    | Kuwait              | 0                      | 0                      | 1                      | 1                      | 0                      | 2                      | 0                   | 0                   | 1                   | 0                   | 0                   | 1                   | 3      |
| 37    | Norvegia            | 0                      | 0                      | 0                      | 1                      | 0                      | 1                      | 0                   | 0                   | 0                   | 2                   | 0                   | 2                   | 3      |
| 37    | Portogallo          | 0                      | 0                      | 0                      | 0                      | 1                      | 1                      | 1                   | 0                   | 0                   | 0                   | 1                   | 2                   | 3      |
| 39    | Belgio              | 0                      | 0                      | 1                      | 0                      | 1                      | 2                      | 0                   | 0                   | 0                   | 0                   | 0                   | 0                   | 2      |
| 40    | Namibia             | 0                      | 0                      | 1                      | 1                      | 0                      | 2                      | 0                   | 0                   | 0                   | 0                   | 0                   | 0                   | 2      |
| 40    | Qatar               | 1                      | 0                      | 0                      | 1                      | 0                      | 2                      | 0                   | 0                   | 0                   | 0                   | 0                   | 0                   | 2      |
| 42    | Canada              | 0                      | 0                      | 0                      | 0                      | 1                      | 1                      | 0                   | 0                   | 0                   | 0                   | 1                   | 1                   | 2      |
| 42    | Egitto              | 0                      | 1                      | 0                      | 0                      | 0                      | 1                      | 0                   | 1                   | 0                   | 0                   | 0                   | 1                   | 2      |
| 42    | Ecuador             | 0                      | 0                      | 0                      | 0                      | 1                      | 1                      | 0                   | 0                   | 0                   | 0                   | 1                   | 1                   | 2      |
| 42    | Lettonia            | 0                      | 0                      | 0                      | 0                      | 1                      | 1                      | 0                   | 0                   | 0                   | 0                   | 1                   | 1                   | 2      |
| 42    | Malta               | 0                      | 0                      | 1                      | 0                      | 0                      | 1                      | 0                   | 0                   | 1                   | 0                   | 0                   | 1                   | 2      |
| 42    | Nuova Zelanda       | 0                      | 0                      | 1                      | 0                      | 0                      | 1                      | 0                   | 0                   | 1                   | 0                   | 0                   | 1                   | 2      |
| 42    | Filippine           | 1                      | 0                      | 0                      | 0                      | 0                      | 1                      | 1                   | 0                   | 0                   | 0                   | 0                   | 1                   | 2      |
| 49    | Danimarca           | 0                      | 0                      | 0                      | 0                      | 0                      | 0                      | 0                   | 0                   | 1                   | 1                   | 0                   | 2                   | 2      |
| 50    | Algeria             | 1                      | 0                      | 0                      | 0                      | 0                      | 1                      | 0                   | 0                   | 0                   | 0                   | 0                   | 0                   | 1      |
| 50    | Arabia Saudita      | 0                      | 0                      | 0                      | 1                      | 0                      | 1                      | 0                   | 0                   | 0                   | 0                   | 0                   | 0                   | 1      |
| 50    | Azerbaigian         | 0                      | 0                      | 0                      | 0                      | 1                      | 1                      | 0                   | 0                   | 0                   | 0                   | 0                   | 0                   | 1      |
| 50    | Bhutan              | 0                      | 0                      | 1                      | 0                      | 0                      | 1                      | 0                   | 0                   | 0                   | 0                   | 0                   | 0                   | 1      |
| 50    | Bolivia             | 0                      | 0                      | 0                      | 1                      | 0                      | 1                      | 0                   | 0                   | 0                   | 0                   | 0                   | 0                   | 1      |
| 50    | Cambogia            | 1                      | 0                      | 0                      | 0                      | 0                      | 1                      | 0                   | 0                   | 0                   | 0                   | 0                   | 0                   | 1      |
| 50    | Colombia            | 0                      | 0                      | 1                      | 0                      | 0                      | 1                      | 0                   | 0                   | 0                   | 0                   | 0                   | 0                   | 1      |
| 50    | Cuba                | 0                      | 1                      | 0                      | 0                      | 0                      | 1                      | 0                   | 0                   | 0                   | 0                   | 0                   | 0                   | 1      |
| 50    | Etiopia             | 1                      | 0                      | 0                      | 0                      | 0                      | 1                      | 0                   | 0                   | 0                   | 0                   | 0                   | 0                   | 1      |
| 50    | Kenya               | 0                      | 1                      | 0                      | 0                      | 0                      | 1                      | 0                   | 0                   | 0                   | 0                   | 0                   | 0                   | 1      |
| 50    | Maldive             | 1                      | 0                      | 0                      | 0                      | 0                      | 1                      | 0                   | 0                   | 0                   | 0                   | 0                   | 0                   | 1      |
| 50    | Panama              | 0                      | 0                      | 1                      | 0                      | 0                      | 1                      | 0                   | 0                   | 0                   | 0                   | 0                   | 0                   | 1      |
| 50    | Russia              | 0                      | 1                      | 0                      | 0                      | 0                      | 1                      | 0                   | 0                   | 0                   | 0                   | 0                   | 0                   | 1      |
| 50    | Ruanda              | 0                      | 1                      | 0                      | 0                      | 0                      | 1                      | 0                   | 0                   | 0                   | 0                   | 0                   | 0                   | 1      |
| 50    | São Tomé e Príncipe | 0                      | 0                      | 1                      | 0                      | 0                      | 1                      | 0                   | 0                   | 0                   | 0                   | 0                   | 0                   | 1      |
| 50    | Seychelles          | 0                      | 1                      | 0                      | 0                      | 0                      | 1                      | 0                   | 0                   | 0                   | 0                   | 0                   | 0                   | 1      |
| 50    | Sri Lanka           | 0                      | 1                      | 0                      | 0                      | 0                      | 1                      | 0                   | 0                   | 0                   | 0                   | 0                   | 0                   | 1      |
| 67    | Guatemala           | 0                      | 0                      | 0                      | 0                      | 0                      | 0                      | 0                   | 0                   | 1                   | 0                   | 0                   | 1                   | 1      |
| 67    | Israele             | 0                      | 0                      | 0                      | 0                      | 0                      | 0                      | 0                   | 0                   | 0                   | 0                   | 1                   | 1                   | 1      |
| 67    | Libano              | 0                      | 0                      | 0                      | 0                      | 0                      | 0                      | 1                   | 0                   | 0                   | 0                   | 0                   | 1                   | 1      |
| 67    | Mauritius           | 0                      | 0                      | 0                      | 0                      | 0                      | 0                      | 0                   | 1                   | 0                   | 0                   | 0                   | 1                   | 1      |